# Україна для дітей
УКРАЇНА ДЛЯ ДІТЕЙ (англ. Ukraine for Children foundation, рос. фонд Украина для детей) — український благодійний фонд. Заснований 2011 року в місті Івано-Франківськ. Президент Фонду - Бескупський Олексій Деонісович

## Досвід роботи
У Фонді підібрана команда, яка має досвід правової, фінансової, соціальної та благодійної роботи.

## Співпраця
Фонд співпрацював з різними дитячими будинками та реабілітаційними центрами переважно недержавної форми власності. Деякі можна виділити окремо, це міжнародний благодійний фонд "Служба порятунку дітей" (м.Київ), а також Центр опіки дитини "Рідна оселя" (місто Тлумач, Івано-Франківської області). 

## Благодійні акції та програми
2011 рік — проведено збір іграшок для дитячих будинків.
2011 рік — проведено збір благодійних пожертвувань для придбання розвиваючих дитячих іграшок (пазли, мозаїка) для Дніпродзержинської спеціальної загальноосвітньої школи-інтернат для розумово відсталих дітей (місто Кам'янське) для проведення Новорічного дитячого свята для 37 сиріт. Акція проводилась спільно з Дніпропетровською обласною молодіжної громадською організацією «Молодіжні ініціативи крокують світом» (МІКС).
2012 рік — розпочинається благодійною програмою "В день народження ти не один". Пілотний проект програми починає свою роботу в місті Києві.
2012 рік, квітень — перше привітання діток-сиріт по проекту "В день народження ти не один" у місто Кам'янське.
2022 рік -допомога ВПО, виїзд з окупації дітей та надання допомоги військовим.
2023 рік- фонд активно допомагає військовим засобами гігієни та засобами індивідуального захисту.
2024 рік- програма фонду " Захистники- це діти України" при допомозі підприємців-меценатів дали можливість придбати меблі та банно-пральний  комплекс, побутовки та також придбані  засоби захисту. Фонд  уклав меморандум з ПАТ"ЦЕНТРЕНЕРГО" і проводить реабілітацію родин і дітей співробітників, що постраждали від ракетних атак рф під час війни.

## Територія діяльності
Фонд зареєстрований як між обласний і на разі працює на території відповідно до Статуту Фонду: місто Київ, Київська область, Івано-Франківська  область, Дніпропетровська область, Запорізька область, Харківська область, Львівська область, Одеська область, Миколаївська область, Донецька область, Луганська область, Чернівецька область, Автономна Республіка Крим.